# Chang Soo Ko
Chang Soo Ko es un poeta y diplomático por Corea del Sur. 

## Biografía
Nació en el sur de Corea en 1934 y se graduó de la Universidad de Sunggyunkwand en Seúl. Ha publicado volúmenes de sus poemas en coreano y en inglés. Ganó premios de poesía en Corea del Sur.
Fue diplomático y sirvió a su país como cónsul general en Seattle, Washington, y como embajador en Etiopía y en Pakistán. 